# Декларация о государственном суверенитете РСФСР
Декларация о государственном суверенитете РСФСР — политико-правовой акт, ознаменовавший провозглашение государственного суверенитета РСФСР и начало конституционной реформы.

## Предыстория
В марте 1985 года в СССР начался процесс перестройки политической системы. В июне 1988 года в рамках этого процесса начинается «Парад суверенитетов» — Эстония, Литва, Латвия, Азербайджан, Грузия принимают декларации о государственном суверенитете, Украина с мая 1990 года ведёт подготовку принятия аналогичной декларации. 10 и 26 апреля 1990 года были приняты соответственно Закон СССР «Об основах экономических отношений Союза ССР, союзных и автономных республик» и Закон СССР «О разграничении полномочий между Союзом ССР и субъектами Федерации», согласно которым автономные республики, входившие в состав союзных республик СССР, в отношениях с руководством СССР фактически выравнивались в статусе с союзными республиками, что в условиях отсутствия у РСФСР государственного суверенитета порождало риск потери контроля со стороны РСФСР над входившими в её состав автономными республиками. 1 июня 1990 года в Вашингтоне министром иностранных дел СССР было подписано «Соглашение между СССР и США о линии разграничения морских пространств», что привело к потере РСФСР 34 000 квадратных миль нефтеносного района территориальных вод. В этой ситуации вопрос о характере правоотношений между СССР и РСФСР приобретает ключевое значение.

## Принятие декларации
Декларация была принята в ходе тяжёлой политической борьбы Первым Съездом народных депутатов РСФСР 12 июня 1990 года. Результаты голосования: 907 — за, 13 — против, 9 — воздержалось.
Помимо провозглашения суверенитета РСФСР и намерения создать новое демократическое правовое государство в составе обновлённого СССР, в декларации также утверждались:
- Приоритет Конституции и законов РСФСР над законодательными актами СССР;
- Равные правовые возможности для новообразованных политических партий, общественных организаций и объединений, в том числе и неформальных;
- Принцип разделения законодательной, исполнительной и судебной властей;
- Невозможность изменения территории РСФСР без волеизъявления народа, выраженного путем референдума;
- Необходимость существенного расширения прав автономных республик, областей, округов, краёв в составе РСФСР.

Декларация подписана председателем Верховного Совета РСФСР Б. Н. Ельциным.

## Результаты
Принятие декларации стало важным этапом в процессе реформирования системы государственной власти в СССР и укрепления территориальной целостности РСФСР.
С 1992 года день принятия Декларации, 12 июня, — государственный праздник Российской Федерации (нерабочий день с 1991 года).